# Kunsziget

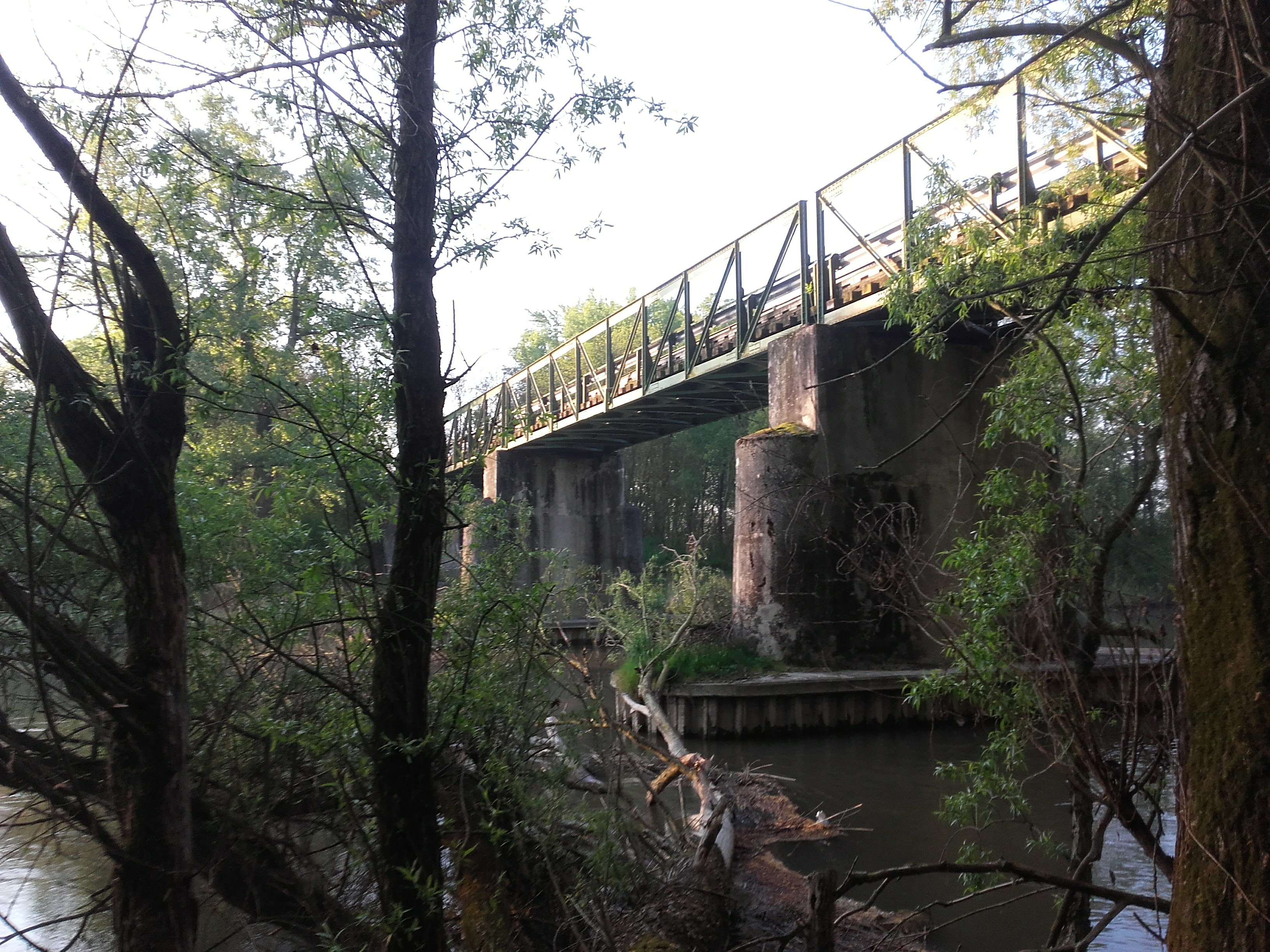
Brücke (Bolgányi híd) über den Fluss Mosoni-Duna (nördlich des Ortes)

Kunsziget ist eine ungarische Gemeinde im Kreis Győr im Komitat Győr-Moson-Sopron.

## Geografische Lage
Kunsziget liegt elf Kilometer nordwestlich des Zentrums des Komitatssitzes und der Kreisstadt Győr am rechten Ufer des Flusses Mosoni-Duna. Nachbargemeinden sind Öttevény, Abda, Győrzámoly, Győrladamér und Dunaszeg.

## Geschichte
Im Jahr 1913 gab es in der damaligen Kleingemeinde 186 Häuser und 1025 Einwohner auf einer Fläche von 2010  Katastraljochen. Sie gehörte zu dieser Zeit zum Bezirk Tószigetcsilizköz im Komitat Győr.

## Gemeindepartnerschaften
- Gălești (Mureș), Rumänien, seit 1990

## Sehenswürdigkeiten
- Kruzifixe
- Römisch-katholische Kirche Szent Lőrinc vértanú, erbaut 1843–1844 im spätklassizistischen Stil
- Römisch-katholische Kapelle Páduai Szent Antal
- Weltkriegsdenkmal

## Verkehr
Kunsziget ist vom südwestlich gelegenen Öttevény über die Nebenstraße Nr. 14101 zu erreichen. Es bestehen Busverbindungen über Öttevény und Abda nach Győr, Der nächstgelegene Bahnhof befindet sich in Öttevény, wo Zugverbindungen nach Győr und Hegyeshalom bestehen.